# На дні (серіал)
На дні (англ. Eastbound & Down) — американський спортивний комедійний телесеріал, який транслювався на HBO, створений Беном Бестом, Джоді Гілл і Денні Макбрайдом. У ньому Макбрайд знявся як Кенні Пауерс, колишній професійний бейсбольний пітчер, який після падіння кар’єри у вищій лізі змушений повернутися до рідної середньої школи в Шелбі, штат Північна Кароліна, на заміну вчителя фізкультури.
Продюсери Вілл Феррелл і Адам Маккей отримали від HBO замовлення на шість епізодів першого сезону. Виробництвом серіалу займалася виробнича компанія Феррелла Gary Sanchez Productions. Прем'єра серіалу відбулася 15 лютого 2009 року. Його другий сезон, що складається з семи епізодів, стартував 26 вересня 2010 року. 27 жовтня канал HBO оголосив про продовження серіалу на третій сезон. На PaleyFest 2011 було оголошено, що третій сезон, прем'єра якого відбулася 19 лютого 2012 року, буде останнім. У липні 2012 року HBO підібрав комедійний серіал для четвертого сезону з восьми епізодів.

## Сюжет
Роки після того, як він відвернувся від свого рідного міста, згорілий гравець вищої ліги, який «примусив себе піти на пенсію через глибину власних ривків» повертається, щоб викладати фізкультуру у своїй старій середній школі. Усе ще намагаючись відновити свою славу, він починає повертатися, виправляючи свої попередні помилки, лише для того, щоб мимоволі саботувати власні зусилля. Незважаючи на те, що серіал не базується на житті колишнього пітчера Вищої бейсбольної ліги Джона Рокера, творці шоу посилаються на ставлення Рокера як джерело натхнення. Колишнього пітчера вищої ліги Мітча «Wild Thing» Вільямса часто вважали джерелом натхнення для персонажа Пауерса, хоча сам Вільямс заперечував будь-який зв’язок. Пояснюючи тон шоу, Макбрайд заявив, що він і його колеги-співавтори мали намір «поглузувати з Півдня, де можна вивчати стародавнє бойове мистецтво, як таеквондо, у торговому центрі поруч із солярієм».

## Актори
- Денні Макбрайд у ролі Кенні Пауерса
- Стів Літл — Стівен Бернард «Стіві» Яновскі [13]
- Кеті Міксон у ролі Ейпріл Бьюкенон (сезони 1 і 4, повторювані сезони 2–3)
- Джон Хоукс — Дастін Пауерс (сезон 1, повторювані сезони 2–4)
- Дженніфер Ірвін у ролі Кессі Пауерс (сезон 1, повторювані сезони 2–4)
- Енді Дейлі в ролі Терренса Катлера (сезон 1, повторювані сезони 2–3)
- Бен Бест у ролі Клегга (сезон 1, повторення сезону 2)
- Елізабет Де Раццо — Марія Яновскі (сезони 2–4)
- Ана де ла Регера в ролі Віди (сезон 2)
- Майкл Пенья — Себастьян Сіснерос (сезон 2)
- Марко Родрігес — Роджер Ернандес (сезон 2)
- Ефрен Рамірес у ролі Катуї (сезон 2)
- Кен Маріно в ролі Гая Янга (4 сезон)
- Тім Гайдекер — Джин (4 сезон)
- Джилліан Белл як Діксі (4 сезон)